# Robert Jarni
Robert Jarni (* 26. Oktober 1968 in Čakovec, SFR Jugoslawien) ist ein ehemaliger jugoslawisch-kroatischer Fußballspieler und heutiger -trainer.

## Karriere
Robert Jarni begann seine Karriere bei Hajduk Split. Neben zahlreichen Vereinserfolgen hat er auch eine große Spur in der kroatischen Nationalmannschaft hinterlassen. Er wurde in 81 Spielen für Kroatien eingesetzt, was ihn zwischen 13. Juni 2002 und 18. Juni 2006 zum Rekordnationalspieler machte (seither Dario Šimić mit nun 100 Spielen), und er erzielte in diesen zwei Tore. Jarni kam 1990 bei der Weltmeisterschaft in Italien für Jugoslawien in einer Partie zum Einsatz und spielte nach dem Zerfall des Vielvölkerstaates bis zur WM 2002 für Kroatien. Nach seinem letzten Einsatz gegen Ecuador am 13. Juni 2002 gab Robert Jarni seinen Rücktritt aus der Nationalmannschaft bekannt. Jarni war während seiner aktiven Laufbahn stets für seine Schnelligkeit bekannt. In einem Spiel, in dem er gegen Stefan Reuter spielte, der ebenfalls sehr schnell war, überlief er diesen immer wieder spielend.

## Erfolge
- Junioren-Weltmeister: 1987 mit Jugoslawien
- Jugoslawischer Pokalsieger 1986/87 und 1990/91 mit Hajduk Split
- Italienischer Meister 1994/95 mit Juventus Turin
- Italienischer Pokalsieger: 1994/95 mit Juventus Turin
- 3. Platz bei der Fußball-Weltmeisterschaft 1998 mit Kroatien
- Weltpokalsieger 1998 mit Real Madrid